# تسیفنوکاتاکا
تسیفنوکاتاکا (به لاتین: Tsifenokataka) یک منطقهٔ مسکونی در ماداگاسکار است که در فیتووینانی واقع شده‌است. تسیفنوکاتاکا ۲٬۶۰۴ نفر جمعیت دارد.